# Lingua rapanui
La lingua rapanui o, con grafia non univerbata, rapa nui (Vānaŋa Rapa Nui oppure Re‘o Rapa Nui in lingua autoctona), nota in italiano anche come pasquano o pasquense, è una lingua austronesiana del ramo polinesiano parlata prevalentemente sull'Isola di Pasqua, conosciuta anche come Rapa Nui e amministrativamente parte del Cile.

## Distribuzione geografica
Secondo l'edizione 2009 di Ethnologue, nel 2000 i locutori dell'idioma rapanui in Cile erano 3.390, stanziati principalmente sull'isola di Pasqua. La lingua è attestata anche a Tahiti, nella Polinesia Francese, e nei territori pacifici degli Stati Uniti d'America.
Al censimento cileno del 2002, si contavano 4647 persone di etnia rapanui, la popolazione autoctona dell'Isola di Pasqua.

## Storia
Rapa Nui, nome autoctono dell'Isola di Pasqua, significa "grande isola". Il nome deriverebbe da quello di un'isola della Polinesia Francese, Rapa Iti o "piccola isola"; per la somiglianza tra le due isole, poste anche alla stessa latitudine. Tuttavia, Thor Heyerdahl ipotizza che originariamente il nome dell'Isola di Pasqua fosse solamente Rapa e che, quando alcuni schiavi, verso il 1860, arrivarono sulla nuova isola, essa abbia assunto a causa loro il nome Rapa Iti, cioè "piccola Rapa"; di conseguenza, l'altra sarebbe diventata Rapa Nui. Ad ogni modo, la denominazione Rapa Nui è attestata almeno a partire dal 1869.

## Fonologia
L'inventario fonologico della lingua rapanui possiede dieci consonanti e cinque vocali, le quali diventano dieci se si considera il tratto della lunghezza: le cinque vocali brevi hanno cinque controparti lunghe.

### Consonanti
|              | Consonante labiale | Consonante alveolare | Consonante velare | Consonante glottidale |
| ------------ | ------------------ | -------------------- | ----------------- | --------------------- |
| Nasale       | m                  | n                    | ŋ                 |                       |
| Occlusiva    | p                  | t                    | k                 | ʔ                     |
| Fricativa    | v                  |                      |                   | h                     |
| Monovibrante |                    | ɾ                    |                   |                       |

### Vocali
|               | Vocale anteriore | Vocale centrale | Vocale posteriore |
| ------------- | ---------------- | --------------- | ----------------- |
| Vocale chiusa | i                |                 | u                 |
| Vocale media  | e                |                 | o                 |
| Vocale aperta |                  | a               |                   |
Tutte le vocali possono essere lunghe o brevi.  Sono presenti molte sequenze vocaliche, con l'eccezione di *uo. Ripetizione di sequenze non si possono verificare, se non nel caso di eee ("si").

## Grammatica
Da un punto di vista tipologico, il rapanui è una lingua VSO: ciò prevede che l'ordine non marcato, basico dei costituenti di frase abbia il verbo in prima posizione, topicalizzato.

## Scrittura
Anticamente, il rapanui impiegava un proprio sistema di scrittura autoctono detto roŋo-roŋo. A causa di malattie e schiavitù europee, e della drastica diminuzione delle risorse ambientali da parte degli abitanti dell'isola, il radicale cambio culturale accaduto a Rapa Nui provocò una perdita irreversibile della conoscenza di tale scrittura, l'unica nativa della Polinesia. Oggigiorno il rapanui viene scritto utilizzando l'alfabeto latino importato dagli europei, come tutte le altre lingue polinesiane. Gli europei stilarono diverse versioni dell'alfabeto latino per il rapanui, su cui è basata l'ortografia moderna.
L’alfabeto ufficiale si presenta così:
Aa Ee Ii Oo Uu Hh Kk Mm Nn Ŋŋ Pp Rr Tt Vv ʻ
Il sillabario completo in ordine alfabetico polinesiano, detto Hakamana dalle prime quattro sillabe, appare così:
|   | a  | e  | i  | o  | u  | ā  | ē  | ī  | ō  | ū  |
| - | -- | -- | -- | -- | -- | -- | -- | -- | -- | -- |
| h | ha | he | hi | ho | hu | hā | hē | hī | hō | hū |
| k | ka | ke | ki | ko | ku | kā | kē | kī | kō | kū |
| m | ma | me | mi | mo | mu | mā | mē | mī | mō | mū |
| n | na | ne | ni | no | nu | nā | nē | nī | nō | nū |
| ŋ | ŋa | ŋe | ŋi | ŋo | ŋu | ŋā | ŋē | ŋī | ŋō | ŋū |
| p | pa | pe | pi | po | pu | pā | pē | pī | pō | pū |
| r | ra | re | ri | ro | ru | rā | rē | rī | rō | rū |
| t | ta | te | ti | to | tu | tā | tē | tī | tō | tū |
| v | va | ve | vi | vo | vu | vā | vē | vī | vō | vū |
| ʻ | ʻa | ʻe | ʻi | ʻo | ʻu | ʻā | ʻē | ‘ī | ʻō | ʻū |
La lettera <ŋ> può essere sostituita da <ng> o da <g> se non disponibile nella tastiera; e la lettera <‘> (che rappresenta l'occlusiva glottale, detta e'e), invece che con l'apostrofo, può essere scritta con la ʻokina hawaiana per scelta stilistica.
Più in dettaglio, i caratteri in ordine alfabetico latino corrispondenti ai foni, con esempi di vocaboli e pronuncia approssimata in italiano:
| Grafia       | AFI | Esempio  | Italiano               | Pronuncia approssimata                                                              |
| ------------ | --- | -------- | ---------------------- | ----------------------------------------------------------------------------------- |
| A, a         | a   | ariŋa    | faccia                 | a di atollo.                                                                        |
| E, e         | e   | era      | quello, quella         | e di caffè.                                                                         |
| H, h         | h   | hare     | casa                   | aspirata come in inglese.                                                           |
| I, i         | i   | ivi      | osso                   | i di isola.                                                                         |
| K, k         | k   | koe      | tu                     | c di cosa.                                                                          |
| M, m         | m   | maika    | banana                 | m di mare.                                                                          |
| N, n         | n   | nui-nui  | gigante                | n di nave.                                                                          |
| Ŋ, ŋ (g, ng) | ŋ   | ŋaŋāta   | uomini                 | ng di gong.                                                                         |
| O, o         | o   | oru      | maiale                 | o di ore.                                                                           |
| P, p         | p   | poki     | bambino/a              | p di pelo.                                                                          |
| R, r         | ɾ   | Rapa Nui | Isola di Pasqua        | r intervocalica di pera.                                                            |
| T, t         | t   | te       | il, la, lo, i, gli, le | t di topo.                                                                          |
| U, u         | u   | uma      | petto                  | u di uno.                                                                           |
| V, v         | v~υ | vi‘e     | donna                  | v intervocalica di vivo.                                                            |
| ‘            | ʔ   | to‘oku   | il mio                 | Consonante sorda prodotta interrompendo il flusso d'aria nella gola, come in oh-oh! |

L'occlusiva glottidale sorda presente nell'inventario fonemico viene rappresentata col segno ortografico ’. Du Feu (1996:2) ipotizza che il fatto che questa consonante occlusiva sia rimasta nella lingua si debba all'isolamento geografico dell'isola nel corso dei secoli, che non avrebbe così partecipato alle innovazioni occorse nel resto della famiglia polinesiana.
Le lettere d, f, s ed i digrafi ch e ll vengono usati per le parole di origine straniera, specialmente per quelle prese in prestito dallo spagnolo.